# Вибранівка

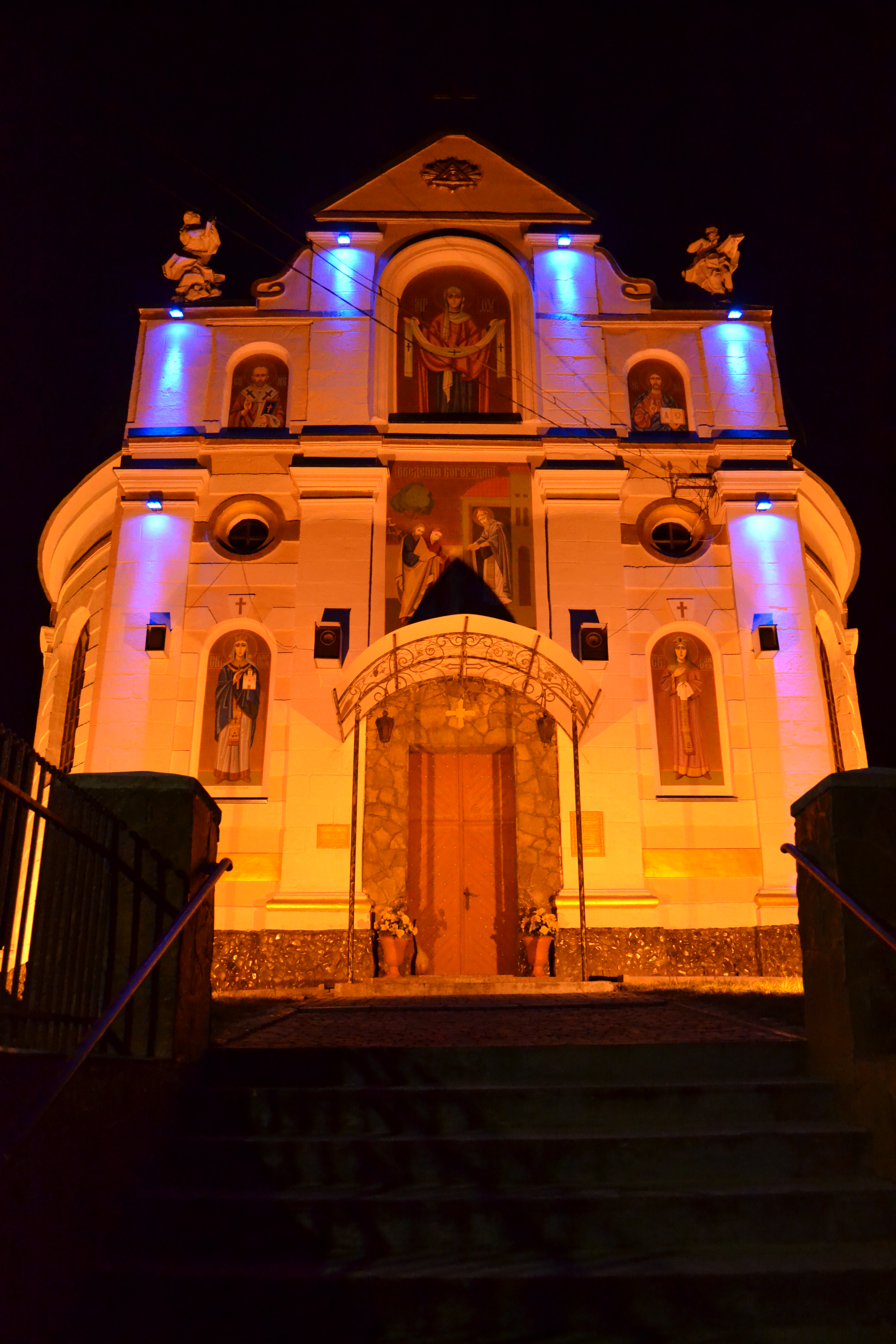
Церква Введення в Храм Пресвятої Богородиці уночі

Вибрані́вка — село Ходорівської міської громади в Україні, у Стрийському районі Львівської області. Населення становить 588 осіб. Орган місцевого самоврядування — Ходорівська міська рада. Найближча залізнична станція — Вибранівка.

## Географія
Село розташоване в північній частині району, серед пагорбів Львівського Опілля. Через село проходить залізниця Львів — Івано-Франківськ, також з півночі на південь протікає річка — Давидівка, яка бере свій початок неподалік від південної околиці Львова. У селі вона тече повз залізничну станцію і церкву. Станція Вибранівка помітно вирізняється з-поміж зупинок сусідніх населених пунктів своїми архітектурними особливостями.

## Історія села

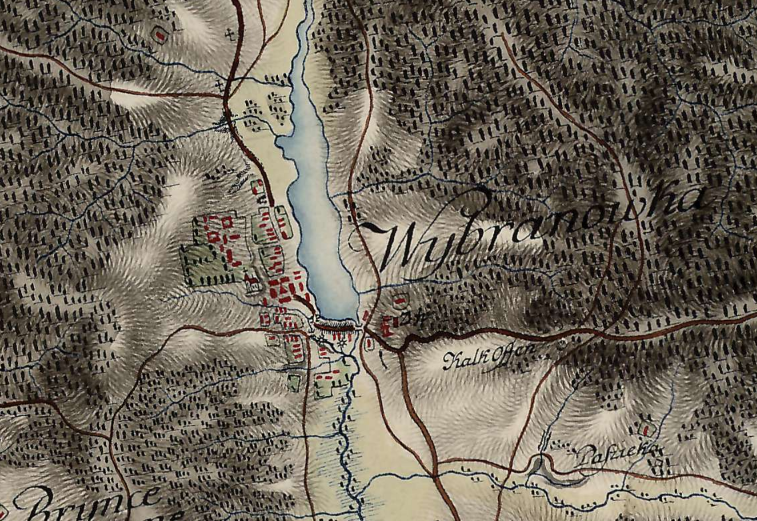
Вибранівка на австрійській мапі XVIII століття. Видно фільварок на півночі та цікаві будівлі біля церкви, шість будівль, одна трикутна в центрі, зібранні до купи, можливо в минулому оборонні споруди.

### Річ Посполита
Виникло село пізніше від інших поселень у цих околицях. Перші письмові згадки про Вибранівку походять з 1631 року, коли вона згадувалась вже як містечко. В 1648 році в ньому мали володіння Скотніцькі, Каліцинські, Маліцькі, Карчевські, Камінські та інші. За часів Австрійської імперії містечко отримало статус села. У XVIII—XIX ст. було в посіданні Лосів та Фредрів.
В давньому містечку був замок. 1760 року власник міста Лось надав місцевому парохові привілей на користування лісом та млином. Церква стояла біля панського двору, мабуть на місці колишнього замку.
Немає згадок, коли та як виникло тут поселення, але сама назва Вибранівка за легендами, походить від того, що ці землі колись були надані селянам-вибранцям (як вибранецькі лани), які замість відробітку панщини мали накладений обов'язок виконання військової служби у випадку війни. Але також можливо, що містечко своїм походженням має щось спільного з сусідніми селами — Бринці-Загірні та Бринці-Церковні. Польською мовою Бринці завжди писались Бранці (Brance). Тому Вибранівку могли заснувати вихідці з Бринців або навіть військовополонені ще в період XII—XIII ст.
Також існує повір'я, що першими поселенцями Вибранівки були лісоруби-вуглярі, які випалювали тут деревне вугілля та вапно. Ще в XVIII ст. містечко було оточене буковими лісами, а в документах 1764 року згадано ліс Вапнярки та долину Вуглярка.
Містечко мало свій герб — зображення білої каплички на блакитному полі геральдичного щита. На жаль, згадок за яких обставин він виник, не збереглося.

У 1648 році містечком володіли пани Скотніцькі. Восени того року його повністю спустошили кримські татари, про що свідчив під присягою місцевий житель Березовський (або Дорозовський). Під час зимового постою 1667 року міщанам наробили шкоди хоругви польського війська. Ось уривок зі скарги міщан у львівському міському суді: 
«У Карпа взяли вгодованого вепра вартістю 18 зол., 8 курей, 3 маци вівса та на пиво і горілку для жовнірів дав 1,5 зол. У Поповича вбили робочого вола і забрали м'ясо, а також 3 свиней, 8 кіп вівса та 8 качок. Бачичові взяли 2 копи жита та 8 курей. Іваникові взяли свиню та пів колоди гречки. У його брата — 4 колоди вівса. Юркові забрали 3 копи жита. Шклярові з хати забрали скляне вікно. У Павла забрали сокиру та мацу вівса, також на пиво дав 16 грошей. Також розшарпали двірське гумно». 
Зі скарги видно, що коронне військо вело себе в українському місті не краще від орди. Власником його був тоді Ян Коритко.
Король Михайло Вишневецький на прохання саноцького підчашого Якуба Каліцинського та його дружини Софії Скотніцької визначив для Вибранівки дату проведення ярмарку. Ярмарки мали збільшувати прибутки власників Вибранівки.
У 1711 році містечко належало Мартину Маліцькому. Але вже в 1716 році король Август II підтверджував право на проведення ярмарків у місті його новому власникові — Стефану Карчевському.
У 1763 році Вибранівка належала пані Камінській, яка відступила її в посесію пані Шеліговській. Військового податку з міста було зібрано тільки 6 зол., що було менше, ніж з деяких сіл (з Жабокрук — 10 зол. 22 гр., з Чорториї — 17 зол. 11 гр., з Дев'ятник — 19 зол. 4 гр.).
У 1768 році на вишенському сеймику шляхти було ухвалено брати з міста такий же податок як і з міста Соколівки — 6 зол. 27 гр. чопового (за продаж горілки) та 10 зол. 10 гр. шележного податку (військового).

### Австрійський період
У 1773 році тут було 28 єврейських хат, у яких проживали 137 осіб. Вони мали 12 коней та 34 корови. Християнських хат було 45 і проживали у них 219 осіб, які мали 16 коней, 14 волів, 43 корови та 24 свині. Статус наймитів мали тільки 8 осіб. У місті було 4 шевці, 3 ткачі, коваль, мельник, пекар, столяр, кравець, візник, 2 службовці, гончар, лісник, пастух та пасічник. Всі інші були землеробами (крім жидів). Від важкого життя та грабежів до березня 1773 року з міста втекли 7 сімей. У податковому документі Вибранівки 1773 року зазначено, що тут було 22 єврейських будинки. В них проживали 30 чоловіків, 32 жінки, 35 хлопців та 30 дівчат. Місцевий фільварок засівав озиминою 90 корців, яриною 150 корців та облогом залишав лежати землі на 50 корців висіву. В фільварку було 6 коней, 17 волів, 27 корів, 19 телят, 28 свиней. Став приносив 1500 зр. прибутку, а оренда корчми — 3300 зр. прибутку в рік.
У 1775 році власник містечка отримав з Вибранівки разом із селами Борусів, Бринці-Загірні та Бринці-Церковні 6745 золотих ринських прибутку. Міські євреї дали 171 зол. р. чиншу, християни 107 зол. Найбільші прибутки приходили з оренди «демлі» (6000 зол. р.) та «плавів» (6000 зол. р.). Очевидно мова йде про домницю для виплавляння заліза із збагаченої болотяної руди, бо в реєстрі витрат вказано, що на купівлю руди до «демлі» витрачали 1000 зол. р.
У 1782 році дідич Лейба Бачелес переніс з містечка до Львова горільню (фабрику з виробництва горілки).
В Йозефинській земельній метриці 1787 року зазначено, що за містечком рахувалось 1488 моргів земель. З них 1128 моргів становили переважно букові ліси, 337 моргів — луки та поля і 23 морги ставок. Пан вів судову справу за ліс зі своїм сусідом і виплатив за ведення справи 1000 зр. своєму представникові в суді. Ліс охороняли 4 лісники. В іншому документі з 1787 року серед переліку місцевих назв згадана «дорога до демні». Отже, у містечку було залізоробне виробництво.
Межі міських володінь по периметру були позначені 82 земляними копцями. Саме містечко мало 76 номерів, з яких 20 хат належали жидам. Жиди мали тут свою школу, тримали 3 гуральні. Четверта гуральня належала дворові. Теж був у місті млин на 2 камені. Біля нього був великий став площею 23 морги. Міщани часто їздили на торги до Роздола. На той час містечко вже мало новий цвинтар.
Документ 1789 року говорить про Вибранівку вже як про село графа Мавриція Лося, яке мало 77 номерів. Серед його жителів виділялось 27 ґрунтових господарів, 9 загородників та 12 євреїв-загородників. Інші, напевне, були вільними купцями та ремісниками. Ґрунтові господарі робили протягом року по 32 дні панщини, загородники — по 16 днів, а євреї платили тільки грошовий чинш. Два мельники відробляли тільки «сокиркову» панщину — по 2 дні щотижня виконували різні теслярські роботи у дворі. Кожен господар повинен був раз на місяць відробити шарварок — колективну роботу при ремонті доріг, гребель та мостів.
Згідно з цісарським патентом від 9 вересня 1784 року селянам дозволялось мати власні жорна, за які вони сплачували по 15 кр. податку. Документ не вказує, скільки таких було у Вибранівці, але зазначає, що такі були.
Маєток Лося у 1812 році отримував з містечка та села Бринці-Церковні 120 корців вівса, 50 каплунів та курей, 160 ліктів прядива, 2 пні бджоляної десятини, 467 золотих ринських грошових чиншів, 5600 золотих р. від продажу пива та горілки, а також 6364 дні панщини. Про демню вже згадки немає і вона до того часу мабуть припинила своє існування. Вся сума річного прибутку становила 9302 золотих р.
У 1820 році в містечку було 90 номерів, 63 господарства. З них 32 господарства були крихітними, з наділами землі до 10 арів. Другу половину становили господарства, що мали від 4 до 10 моргів землі. Двірська гуральня та млин на три камені були заваленими і не працювали.
У 1832 році в містечку проживали 452 греко-католики, шематизм 1866 року подав тут ще й 162 римо-католиків.
У 1865 році громада Вибранівки зібрала 10 зол. р. у фонд львівської вчительської семінарії, а єврейська громада дала 6 зол. р.
1 вересня 1866 року через Вибранівку проїхав перший потяг із декількома сотнями галичан зі Львова до Чернівців.
Відомо, що в 1876 році місцевий священик Григорій Туркевич вступив до москвофільського «Общества им. Михайла Качковского» і платив щорічні членські внески по 1 зол. р. У цьому році він теж дав 1,5 зр. на учнів Народного Дому у Львові. Цей факт свідчить, що в містечку формувалась москвофільська атмосфера.
25 червня 1885 року в околицях Вибранівки була величезна буря, що супроводжувалась градобоєм. Найменші градинки були завбільшки як ліщиновий горіх. Під водою опинилась залізнична колія між Старим Селом та Вибранівкою.
У 1886 році тут було 292 греко-католики. Згідно зі статистичними даними, в 1890 році містечко нараховувало 100 будинків з населенням 669 осіб. В 6 хатах у панському дворі проживали 29 осіб. За релігійною ознакою міське населення поділялось на 260 греко-католиків, 220 римо-католиків та 218 юдеїв. Школа вже була двокласною.
У лютому 1891 року тут відбулись передвиборчі збори, зорганізовані москвофілами о. Заяцем з Ходорова та о. Білинським з Нових Стрілищ. На них був висунутий кандидатом у депутати до австрійського парламенту Денис Кулачковський. Перед тим народовці у Бібрці висунули кандидатом Юліана Романчука. На виборах переміг Романчук.
Весною 1892 року о. Туркевич зібрав у своїй парафії 24 підписи проти введення фонетичного правопису замість церковнослов'янського письма. Такі протести москвофіли збирали у багатьох місцях Галичини, але галицький сейм до них не прислухався.
10 червня 1894 року вчитель Іван Бжозовський та начальник залізничної станції Людвік Кнобльох організували у школі музично-декламаторський вечір. Весь прибуток від нього (30 зр.) був відданий на прикрашення церкви.
Власницею маєтку наприкінці XIX ст. була графиня Феліція Фредрівна. Її чоловік граф Фредро любив мисливство та часто влаштовував у лісах великі полювання, особливо на кабанів. Їх тут розвелось так багато, що вони чинили великі шкоди на полях. Доводилось їх відстрілювати і влітку. Під час одного з таких полювань у серпні 1896 року був випадково застрелений лісник Лаврентій Панек.
У 1896 році у Вибранівці було 698 жителів, а в 1900 році — 818. Кількість греко-католиків у 1903 році сягала 342 осіб.
У серпні 1906 року поліція, за поданням війта Яна Солтиса, арештувала  його заступника Якима Максим'яка і кілька днів протримала в Бібрці з кайданами на руках. Це була помста йому за те, що він, як українець, робив довірочні збори в справі реформи виборчої системи та мав радикальні погляди. Крім того, з його хати були забрані подушки за те, що він нібито не хотів йти на шарваркову роботу. Місцеві поляки говорили, що таку профілактику треба було ще зробити громадському касирові Колодієві.
У 1913 році в містечку проживали 428 греко-католиків, 300 римо-католиків та 300 юдеїв. Отже, його конфесіональний склад був дуже строкатим. У 4-класній школі дітей навчали 4 вчителів. При церкві діяло велике «Братство тверезості». Воно в усій парафії мало 570 членів.

### Польський період
Про долю Вибранівки в роки І світової війни документальних матеріалів збереглось дуже мало. Відомо, що тоді згорів будинок читальні. Весною 1919 року під час українсько-польської війни залізничний службовець Михайло Харківський стріляв до польського літака, який кружляв над містечком, за що в лютому 1920 року був притягнутий до суду, але звільнений від відповідальності за браком доказів. Дружина Харківського вчителювала в містечку. З повідомлення газети «Вперед» у 1920 році випливає, що в УГА служили Василь Куляш та Михайло Процишин з Вибранівки. Обидва потрапили в польський полон.
Після І світової війни містечко втратило свій статус і в усіх документах згадувалось як село. Кілька місцевих польських сімей за підтримки держави почали в 1921 році будувати у Вибранівці костел. Урядник станції Комендовскі з цією метою накладав на місцевих українців податок по кілька десятків польських марок.
На початку липня 1929 року у Вибранівці ліва організація «Сель-Роб-Єдність» організувала страйк найманих робітників у фільварку пана Тужанського. Польська поліція у відповідь арештувала керівників страйкового комітету А. Дайчмана, М. Слободяна та М. Сорокаліту. Останній просидів у Бібрці під арештом 3 місяці. Влада зарахувала Вибранівку до числа місцевостей, які підлягали пацифікації восени 1930 року. Від знущань польських карателів українське населення врятував пан Звольський з Бринець-Загірних, який був послом до сейму і гарантував поліції, що сам наведе тут порядок. У 1930 році тут змушена була припинити діяльність українська кооперативна крамниця «Надія». В 1931 році населення Вибранівки зросло до 993 осіб.
Репресії проти українців чинив і комендант місцевої поліції Врубель. Через свого агента С. Корпана, Врубель передав місцевій патріотичній молоді Р. Фуркевичу, М. Кустяку та М. Сороколіті листівки підбурювального характеру і заарештував хлопців при розклеюванні цих листівок. Всі отримали по півтора року ув'язнення. Про це розповідав М. Сорокаліта, автор слів відомої повстанської пісні «Ех, лента за лентою набої подавай…», керівник одного з підрозділів СБ УПА. 23 березня 1934 року Врубель був розстріляний тим же агентом, 26-річним Степаном Корпаном з Бринців-Церковних. Корпан не міг більше знести тавра донощика, яке він отримав у односельчан. Суд засудив С. Корпана до страти.
У 1936 році у Вибранівці проживали 468 греко-католиків, 151 римо-католик та 200 юдеїв. У 1938 році за даними «Просвіти» в селі було 140 українських сімей, 100 польських та 30 жидівських. Отже, село набирало дедалі більше українського характеру. Читальня мала тут 113 членів, а у своїй бібліотеці до 350 примірників книг та журналів. Село отримувало 4 види українських періодичних видань.
На 01.01.1939 в селі проживало 1100 мешканців, з них 520 українців-греко-католиків, 390 українців-римокатоликів, 60 поляків (переважно, працівники львівських підприємств) і 130 євреїв.

## Історія церкви

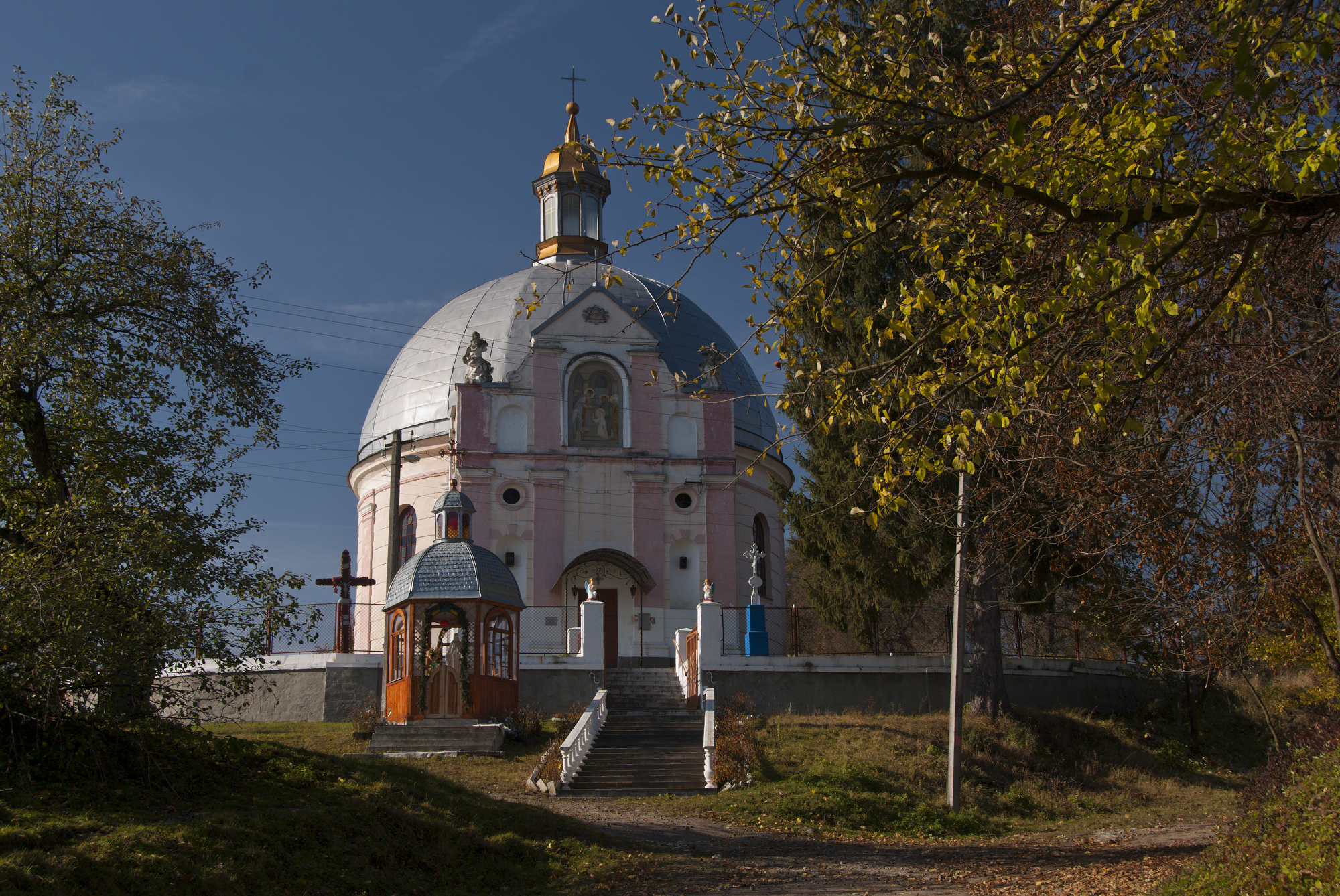
Церква Введення в храм Пресвятої Богородиці (1800 р.)

В акті візитації місцевої церкви Діви Марії 16 березня 1742 року зазначено, що ця церква вже тоді була старою і потребувала ремонту. Збудована була з дозволу Стефана Ігнатія Карчевського, власника міста. Священик Стефан Прокопович мав поля на 7 плугів (тобто його можна було за день зорати 7 плугами) та лук на 10 копиць сіна. Третина поля кожного року лежала облогом і служила пасовиськом. Сам парох був пияком, влаштовував скандали і тому через місяць після візитації йому наказано було стати зі звітом у Львові перед церковною владою. Парафіян у містечку було всього 16 родин. Всі вони щороку мали платити священикові по 15 гр. У акті візитації при перерахунку церковних земель також був згаданий «панський вал». Це доказує, що місто колись мало земляні укріплення.
У 1760 році власник міста пан Лось у «вибранівському замку» надав місцевому парохові о. Теодору Воронкевичу привілей на право вільного користування лісом та безплатного помелу зерна у панському млині. За церквою було закріплено поля на 16 днів оранки та лук на 9 косарів. Разом цього поля було 11 моргів, а лук — 8 моргів. У 1764 році в містечку вже було 30 українських родин. Своєї школи вони ще не мали. Господарі платили парохові щорічно по 15 гр. «проскурного» та по 1 гр. при Великодній сповіді, а дякові по 6 гр. рокового.
У 1789 році місцевий парох о. Ілля Марцінкевич визнавав, що від мешканців Вибранівки він отримує по 8 гр., що разом становить 4 зр., а дяк отримує по 3 кр. Оскільки 1 зр. мав 60 кр., то в місті було 60 українських родин. Церква мала 11 моргів поля та 7 моргів лук і городів.
У 1810 році тут була збудована нова мурована церква Введення в храм Діви Марії, а також і кам'яна дзвіниця біля неї. Очевидно причинився до будівництва і Лось, за що на нього кривим оком дивились місцеві поляки: «Тен Лось збудовал цось, лєпєй би косьцюл збудовал». Храмове свято в містечку припадало на день 4 грудня.
У період між 1832—1839 роками парохом у селі був о. Михайло Гаварецький (1774 р. н). Влітку 1891 року помічником о. Туркевича став о. Мар'ян Литвин. Служив він тут до весни 1894 року, коли парохом був призначений о. Володимир Дорош.
Церква стояла біля двору і чимось нагадувала львівський костел домініканців. Наприкінці XIX ст вона вже потребувала ремонту. Хоч зверху була покрита бляхою, але всередині була обдертою і подекуди з-під обваленої штукатурки виглядала цегла. 10 червня 1894 року з ініціативи начальника станції Людвіка Кнобльоха у школі був проведений вечір з участю відомого львівського соліста Калиновича. 30 зр. доходу були передані на ремонт церкви. У 1907 році церква була розмальована всередині.
12 червня 1893 року о. Туркевич помер на 80 році життя. Повідомлення про смерть цього «гарячего русского патриота» помістила москвофільська газета «Галичанин». Весною 1894 року парохом у Вибранівці був призначений о. Володимир Дорош, 1864 р. н., висвячений у 1887 році. Походив він з села Ракобовти, де його батько о. Іван протягом 55 років був парохом. У Вибранівці о. Володимир був парохом ще протягом якогось часу після І світової війни.
1 квітня 1935 року парохом у Вибранівці став о. Теодор Чаниж, 1897 р. н., висвячений у 1926 році. Він мав тверду руку і взявся за наведення порядку в церкві, якого бракувало за його попередника. В 1935—1936 роках у церкві були встановлені два бічні престоли. У 1937 році провізорами місцевої церкви були Яким Дмитерко, Василь Хомин та Лев Семендик. Прибирали церкву Марія Микуш та Анастасія Орищин. При інспектуванні церкви в 1937 році було відмічено, що в ній зберігаються всі річники «Єпархіяльних відомостей» від 1891 року, а в парафіяльній бібліотеці є понад 100 книг.
23 лютого 1939 року у Бібрці судила польська влада за українізацію метрик народження о. Теодора Чанижа з Вибранівки, о. Степана Королюка з Дев'ятник та о. Зеновія Кузьмовича з Соколівки. Всі отримали по 3 місяці арешту, але з відтягненням кари на три роки. Апеляційний суд у Львові збільшив їм кару у 2 рази.
У 1941 році парохом, імовірно, став о. Іван Зрада, який до осені 1939 року був парохом у селі Добряни (Миколаївського району).

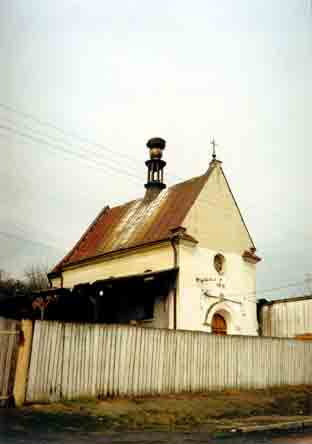
Каплиця Пресвятого Серця Ісуса 1934—1935 р.

## Політика

### Парламентські вибори, 2019
На позачергових парламентських виборах 2019 року у селі функціонувала окрема виборча дільниця № 460298, розташована у приміщенні народного дому.
Результати
- зареєстровано 457 виборців, явка 46,61%, найбільше голосів віддано за «Слугу народу» — 23,00%, за «Голос» — 20,66%, за Європейську Солідарність — 15,96%.[7] В одномандатному окрузі найбільше голосів отримав Андрій Кіт (самовисування) — 49,77%, за Володимира Гаврона (Голос) — 15,49%, за Андрія Гергерта (Всеукраїнське об'єднання «Свобода») — 14,55%[8].

## Пам'ятки
- Церква Введення в храм Пресвятої Богородиці, пам'ятка архітектури національного значення. Реєстр. номер: 1356/1.
- Дзвіниця, 1800 р., пам'ятка архітектури національного значення. Реєстр. номер: 1356/2.
- Каплиця Пресвятого Серця Ісуса 1934—1935 рр. Покинута мурована каплиця стоїть у північній частині села. Землю під будівництво подарував Євстахій Турянський у 1929 році. Збудована Йосифом Весоловським з Берездівець. Колись мала дзвін і три оранти. Після Другої світової війни використовували як склад.

## Відомі люди
- Микола Сорокаліта — автор слів відомої повстанської пісні «Ех, лента за лентою набої подавай…», керівник одного з підрозділів СБ УПА (псевдо «Лютий», народився у Вибранівці, помер 30 вересня 1995 р. у Миколаєві)[9]